# Non, j'veux pas !
Singles de Patrick Bruel
Comment ça va pour vous ?
(1985) J'roule vers toi
(1986)
Pistes de De face
J'ai l'béguin pour elle Comment ça va pour vous ?
Non, j'veux pas ! est une chanson de Patrick Bruel, sortie en 1986 et issue de son premier album, De face. Coécrite par Patrick Bruel et Gérard Presgurvic, elle préfigure avec ses cris de révolte son album suivant, Alors regarde. Le single ne remporte pas le succès escompté (plus de 80 000 exemplaires vendus) et ne parvient pas à se classer dans le Top 50. 

## Histoire
Contrairement à ses singles précédents, Non, j'veux pas ! est une chanson moins badine, qui laisse transpirer la colère que ressent le jeune Patrick Bruel et qui éclatera véritablement dans son album suivant. « Partout, à Rome, à Zurich, les attentats se multipliaient. J'ai eu envie d'en parler. », explique-t-il dans une interview. Philippine Leroy-Beaulieu apparaît dans le clip sponsorisé par Fujifilm.

## Participants
- Chant : Patrick Bruel
- Synthés : Thierry Durbet
- Claviers : Jean-Yves D'Angelo
- Guitare : Kamil Rustam
- Batterie : Manu Katché
- Arrangements : Kamil Rustam
- Guitares additionnelles : Guillaume Coulon
- Ingénieur : Didier Lozaïc
- Basse : Guy Delacroix